# كوستانزا فيرو
كوستانزا فيرو (بالإيطالية: Costanza Ferro)‏ هي سباحة متزامنة إيطالية، ولدت في 5 يوليو 1993 في جنوة في إيطاليا.

## وصلات خارجية
- كوستانزا فيرو على موقع الاتحاد الدولي للسباحة (الإنجليزية)
- كوستانزا فيرو على موقع اللجنة الأولمبية الدولية (الإنجليزية)
- كوستانزا فيرو على موقع أوليمبيديا (الإنجليزية)